# Van Grobbendoncklaan
De Van Grobbendoncklaan is een straat in de wijken De Vliert en Graafsewijk Noord te 's-Hertogenbosch. De straat is een verlengde van de Bruistensingel en de Lagelandstraat. De straat is een ontsluitingsweg voor stadsdeel Muntel/Vliert en de Binnenstad. De weg is vernoemd naar Anthonie Schetz, de opperbevelhebber van de Bossche troepen tijdens het Beleg van 's-Hertogenbosch in 1629, een groots opgezette aanval die werd opgezet door Frederik Hendrik van Oranje.
De Van Grobbendoncklaan heette eerst anders. In 1932 wordt er melding gemaakt van de Pijnappelstraat. Het is echter niet bekend, wanneer deze naam is veranderd in de huidige naam.
Bekend in de straat was het voormalige Brabantbad. Dit was een zwembad, waar bijvoorbeeld Enith Brigitha toptijden heeft gezwommen. Ook is de straat bekend om de opstelplaats van de grote optocht tijdens het carnaval in Oeteldonk. Ook ligt de IJzeren Vrouw in de nabijheid van de Van Grobbendoncklaan.